# Corioles
Corioles (latin : Corioli) est une ancienne ville volsque du Latium.
En 493 av. J.-C., le consul Postumius Cominius Auruncus est envoyé contre les Volsques, bat et met en fuite ceux d'Antium, bat des armées et prend plusieurs villes, puis assiège Corioles. Grâce à un jeune patricien, Caius Marcius, la ville tombe aux mains des Romains, et ce dernier reçoit ensuite le surnom de Coriolanus (Coriolan),,,.
Ensuite, la ville n'apparaît plus dans l'histoire, sauf en 443 av. J.-C., lors d'une dispute entre Ardée et Aricie à propos d'une partie du territoire de Corioles. Rome, sollicitée pour un arbitrage, tranche en annexant ce territoire et met fin à la dispute.
La localisation exacte de la ville n'est pas connue avec précision.